# Ondrej Ondrovič
Ondrej Ondrovič (* 6. října 1974) je bývalý slovenský fotbalista, záložník.

## Fotbalová kariéra
V posledním ročníku společné československé ligy nastoupil za FC Nitra v 15 utkáních. Ve slovenské lize hrál za FC Nitra a Ozeta Dukla Trenčín, nastoupil ve 112 utkáních a dal 8 gólů. Dále hrál v rakouské regionální lize za First Vienna FC.

## Ligová bilance
| Ročník                                   | Zápasy | Góly | Klub                |
| ---------------------------------------- | ------ | ---- | ------------------- |
| 1. československá fotbalová liga 1992/93 | 15     | 0    | FC Nitra            |
| Corgoň liga 1993/94                      | 16     | 1    | FC Nitra            |
| Corgoň liga 1995/96                      | 20     | 1    | FC Nitra            |
| Corgoň liga 1996/97                      | 24     | 1    | FC Nitra            |
| Corgoň liga 1998/99                      | 29     | 3    | FC Nitra            |
| Corgoň liga 1999/00                      | 23     | 2    | Ozeta Dukla Trenčín |
| LIGA CELKEM                              | 127    | 8    |                     |